# 國際據點港灣
國際據點港灣（日语：／）是日本政令規定的作為重要港口之間的國際海上運輸網絡的樞紐特別重要的港口（港灣法第2條第2項）。2011年4月1日起指定日本全國18個港口，名稱由「特定重要港灣」變更。再上一級為國際戰略港灣。在國際戰略港灣和國際據點港灣中，需要具備國際貨櫃樞紐功能的港口被指定為（指定港灣）（超級中樞港灣）。

## 國際據點港灣列表
| 大地區     | 名稱港口     | 位置     | 特定重要港口指定年月日 |
| ---------- | ------------ | -------- | ---------------------- |
| 北海道地方 | 苫小牧港     | 苫小牧市 | 1981年5月26日          |
| 北海道地方 | 室蘭港       | 室蘭市   | 1965年4月1日           |
| 東北地方   | 仙台鹽釜港   | 宮城縣   | 2001年4月1日           |
| 關東地方   | 千葉港       | 千葉縣   | 1965年4月1日           |
| 北陸地方   | 新潟港       | 新潟縣   | 1967年6月1日           |
| 北陸地方   | 伏木富山港   | 富山縣   | 1986年6月17日          |
| 東海地方   | 清水港       | 靜岡縣   | 1952年2月1日           |
| 東海地方   | 名古屋港     | 愛知縣   | 1951年9月22日          |
| 東海地方   | 四日市港     | 三重縣   | 1952年2月1日           |
| 關西地方   | 堺泉北港     | 大阪府   | 1962年7月1日           |
| 關西地方   | 和歌山下津港 | 和歌山縣 | 1965年4月1日           |
| 關西地方   | 姫路港       | 兵庫縣   | 1967年6月1日           |
| 中國地方   | 水島港       | 岡山縣   | 2003年4月1日           |
| 中國地方   | 廣島港       | 廣島縣   | 1992年6月3日           |
| 中國地方   | 徳山下松港   | 山口縣   | 1965年4月1日           |
| 中國地方   | 下關港       | 下關市   | 1951年9月22日          |
| 九州地方   | 北九州港     | 北九州市 | 1951年9月22日          |
| 九州地方   | 博多港       | 福岡市   | 1990年7月20日          |

## 相關
- 日本港灣列表
- 台灣港口